# Вишневе (станція)
Вишне́ве — вантажна залізнична станція 2-го класу Київського залізничного вузла Київської дирекції Південно-Західної залізниці на електрифікованій дільниці Фастів I — Київ-Волинський між зупинним пунктом Тарасівка (6 км) та станцією Київ-Волинський (6 км). Від станції відгалужується лінія до станції Святошин (11 км). Розташована в однойменному місті Бучанського району Київської області.

## Загальна інформація
Станція має дві платформи: низьку бічну біля будівлі вокзалу та високу острівну між головними коліями. Вихід з острівної платформи до пішохідних містків здійснюється з обох її кінців через турнікети.

## Історія
Станція відкрита 1876 року під назвою Жуляни. Початково існували плани прокласти залізницю через село Жуляни, однак вона пройшла стороною, втім нововиникла залізнична станція здобула саме таку назву. Спершу зведено станційну будівлю та два невеликих будиночки для залізничників, а сама станція тривалий час виконувала вантажну роботу. З 2003 року станція отримала сучасну назву.
З тривалим терміном експлуатації стан конструкцій пішохідного мосту на станції Вишневе різко погіршився, що практично унеможливлювало подальшу його експлуатацію. У планах ремонту служби колії регіональної філії «Південно-Західна залізниця» на 2017 рік було заплановано виконання капітального ремонту конструкцій мосту. Реконструкція тривала з березня до серпня 2017 року. За цей короткий термін робітникам мостобудівного поїзда № 36 вдалось зробити великий об'єм роботи, а саме: демонтувати існуючі дефектні сходи та опори мосту, суцільним ремонтом відновити нові залізобетонні сходи, встановити нові опори мосту, замінити нові перильні огородження, встановити нові пандуси. 18 серпня 2017 року була завершена реконструкція і введений в експлуатацію пішохіднний міст через шість залізничних колій станції, який з'єднує два житлових райони міста Вишневе.
Пішохідний міст на станції Вишневе розташований на 869 км ПК4 дільниці Київ — Фастів I, який було збудовано ще у 1967 році. Повна довжина — 57,1 м, довжина конкорсів — 112,1 метрів.
З прийняттям Закону України «Про Державний бюджет України на 2021 рік», цей історичний документ вперше враховував потреби перевізника у фінансуванні важливих проєктів з оновлення інфраструктури. Зазначені кошти було передбачено спрямувати на модернізацію та електрифікацію залізничної ділянки до станції Васильків-Центр з облаштуванням пасажирської платформи для відкриття руху приміських електропоїздів сполученням Київ — Васильків.